# Kouřimecká rybárna
Kouřimecká rybárna je samota a bývalé obydlí převozníka, které se nachází na Berounce 3 km od Luhu, nedaleko Branova, k němuž katastrálně přísluší. Nachází se na louce pod Čertovou skálou a v blízkosti roste památný dub. V současné době je chráněna jako kulturní památka.

## Historie
Kdy byla rybárna přesně založena, není známo. Nejstarší záznam o majiteli tehdejšího mlýna pochází z roku 1667, kdy jej vlastnil Řehoř Rybka. Dalšími zmiňovanými majiteli byli Jakub Matějovič (1703), Jan Rybka (1714), Matěj Čermák (1721) a Kateřina Rybková, se kterou se oženil František Zýka (1775). Rodu Zýků patří rybárna dodnes. Však sňatkem roku 1981 Marie Zýkové s Luďkem Zíkou, patří po dědictví od roku 2004 Zíkům. Kolem roku 1942 došlo ke vzniku přívozu a to pravděpodobně v souvislosti s výstavbou silnice spojující Višňovou a Týřovice. Převoz byl zajišťován prostřednictvím prámu taženého navijákem či pramicí s bidlem, které později nahradila vesla. Do současnosti se dochovaly nejen zbytky po prámovém přívozu, ale také povolení k provozu, které dne 21. října 1942 vydal Zemský úřad.

## Zajímavosti
- Během natáčení filmu Zlatí úhoři zde měl filmový štáb pod vedením režiséra Karla Kachyni útočiště.
- Ke konci života zde žil spisovatel Ota Pavel.[1]

## Přístup
První cesta vede po silnici kolem hostince U Rozvědčíka, samota je ovšem vidět pouze přes řeku. Přímo k samotě vede druhá cesta, lesem přes Zpropadený zámek a kolem hájenky Emilovny, serpentinami dolů k rybárně.